# استرتفرد، کبک
استرتفرد (به فرانسوی: Stratford) بخشی در منطقه شهری لو گرانیت ناحیه استری در استان کبک کانادا است. در سرشماری سال ۲۰۱۱ این بخش ۹۲۴ نفر جمعیت داشته و مساحت آن ۱۲۵٫۶۱ کیلومتر مربع است.